# Sikur Mihály
Sikur Mihály (Heves, 1960.–) magyar animációsfilm-rendező, grafikus. 

## Életpályája
1991-ben szerzett diplomát az Iparművészeti Főiskolán, animáció-video szakon. Diplomafilmjét, "A tékozló fiú"-t beválogatták az Annecy-i és Espinhoi filmfesztiválokra. 1989-ben elnyerte a John Halas Alapítvány Ösztöndíját Londonba. 1990-ben az Artus mozgásszínházról készített filmje bekerült a videófilmek Franciaországi Nemzetközi Központjának válogatott anyagába. 
1991-től a Művészeti alap tagja. 1992-ben grafikái bekerültek a "young ico" nemzetközi képzőművészeti szervezet válogatásába.